# Hiro Saito
Hiroyuki Saito  (斎藤 弘幸?) conosciuto come Hiro Saito (ヒロ 斉藤?, Hiro Saitō) (Kawasaki, 25 maggio 1961) è un wrestler giapponese.
Membro della fazione nWo Japan, fu il primo campione AJPW World Junior Heavyweight.
Nonostante il cognome, non è imparentato in nessun modo con Masa Saito.

## Carriera
Ex judoka, Hiro debuttò nel 1978 nella New Japan Pro-Wrestling (NJPW). Nel maggio 1985 sconfisse The Cobra conquistando il WWF Junior Heavyweight Championship, ma lo perse due mesi dopo nel rematch. Il 28 luglio 1985 sconfisse nuovamente The Cobra vincendo l' NWA World Junior Heavyweight Championship, ma lo riperse quella stessa sera contro di lui.
Quindi passò alla All Japan Pro Wrestling (AJPW), dove formò la coppia "Calgary Hurricanes" con Shunji Takano. Partecipò al torneo per l'assegnazione del titolo All Japan World Junior Heavyweight Championship nel luglio 1986; dove sconfisse Brad Armstrong in finale diventando il primo campione di categoria. Dopo quattro mesi da campione, Saito perse il titolo contro l'ex alleato Kuniaki Kobayashi.
Saito si unì al gruppo denominato "Raging Staff" e nel dicembre 1990 conquistò l'IWGP World Tag Team Championship insieme a Super Strong Machine sconfiggendo Hiroshi Hase & Kensuke Sasaki. La coppia detenne i titoli fino al marzo 1991 quando li cedettero indietro a Hase e Sasaki. Quando la fazione Raging Staff si sciolse, Saito si unì al Team Wolf con Masahiro Chono e Hiroyoshi Tenzan, e successivamente fu parte della stable nWo Japan.
Nel 2006, dopo alcuni anni passati ai margini, lasciò nuovamente la New Japan per andare a lottare nella Muga di Tatsumi Fujinami.
Il 4 gennaio 2017 ritornò nella New Japan all'evento Wrestle Kingdom 11, prendendo parte alla New Japan Rumble, dove fu eliminato da Michael Elgin. Il giorno dopo, Saito riformò il Team 2000 soltanto per una notte, insieme agli ex membri Satoshi Kojima, Scott Norton e Hiroyoshi Tenzan (più Cheeseburger); per sconfiggere il Bullet Club (Kenny Omega, Bad Luck Fale, Tama Tonga, Tanga Loa & Bone Soldier).

## Titoli e riconoscimenti
- All Japan Pro Wrestling
  - NWA World Junior Heavyweight Championship (1)[4]
  - World Junior Heavyweight Championship (1)[5]
- New Japan Pro-Wrestling
  - IWGP Tag Team Championship (1) – con Super Strong Machine[6][7]
  - WWF Junior Heavyweight Championship (1)[3]
  - Teisen Hall Cup Six Man Tag Team Tournament (2003) – con Shinsuke Nakamura e Tatsutoshi Goto
- Tokyo Sports
  - Best Tag Team Award (1996) – con Hiroyoshi Tenzan e Masahiro Chono
- Wrestling Observer Newsletter
  - Best Gimmick (1996) – nWo
  - Feud of the Year (1996) New World Order vs. World Championship Wrestling